# Harold H. Tittmann Jr.
Harold Hilgard Tittmann Jr. (8 de janeiro de 1893 - 29 de dezembro de 1980) foi um diplomata americano e especialista na Itália fascista que serviu como representante de Franklin D. Roosevelt na Cidade do Vaticano durante a Segunda Guerra Mundial.
Depois de Pearl Harbor, após a entrada dos EUA na guerra em 1941, Tittmann foi transferido para Roma e também se mudou para o Vaticano, onde se tornou o encarregado de negócios e a principal fonte de informações do presidente Roosevelt sobre os acontecimentos na Itália fascista. Depois que Taylor retornou aos Estados Unidos, Tittmann permaneceu na Cidade do Vaticano até a libertação de Roma em 1944. Naquela época, ele e sua família voltaram para Roma, onde permaneceu até 1946.
Ele foi então nomeado Embaixador no Haiti. Em 1948 foi nomeado Embaixador no Peru, cargo que ocupou até 1955. Tornou-se então Diretor do Comitê Intergovernamental para as Migrações Europeias em Genebra (Organização Internacional para as Migrações) de 1955 até sua aposentadoria em 1958, com a idade de 65. Ele passou sua aposentadoria escrevendo as memórias de sua missão no Vaticano durante a Segunda Guerra Mundial, que foram editadas e publicadas por seu filho Harold H. Tittmann III. Ele morreu em Manchester, Massachusetts, em 29 de dezembro de 1980, poucos dias antes de seu 88º aniversário.